# Narodowa Opera Paryża

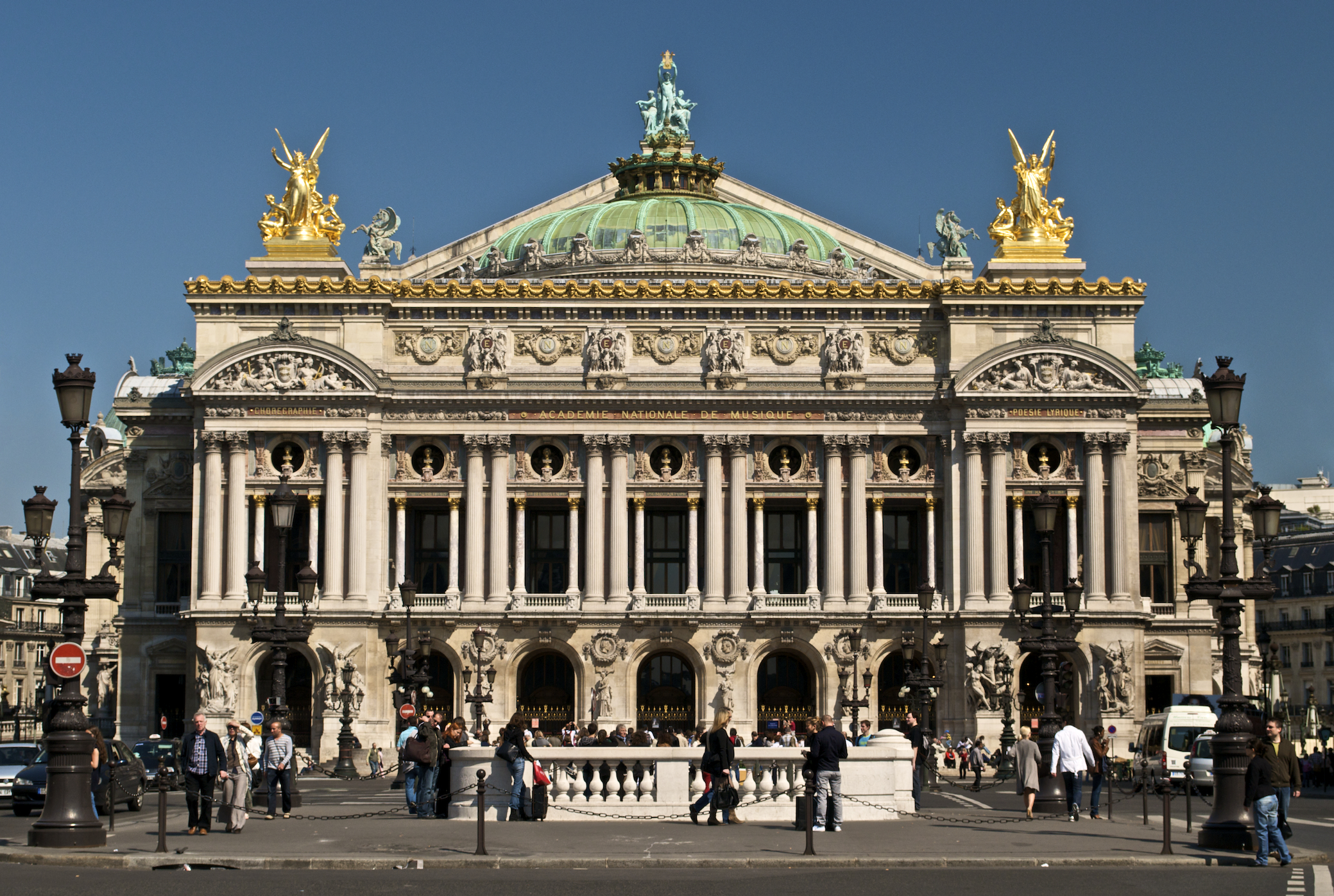
Gmach Opéra Garnier, jedna z siedzib Narodowej Opery Paryża

Narodowa Opera Paryża (fr. Opéra National de Paris), znana też jako Opera Paryska (Opéra de Paris) – instytucja muzyczna we Francji, następczyni opery założonej w Paryżu przez Ludwika XIV pod nazwą Académie Royale de Musique. Jest to jedna z najstarszych tego typu instytucji w Europie.
Wielokrotnie zmieniała swoją siedzibę. Obecnie zajmuje dwa budynki:
- Opéra Garnier, zainaugurowany 5 stycznia 1875 r., znany również jako „Palais Garnier” (Pałac Garnier) lub „Opera Garnier”, na cześć architekta, który go zaprojektował, Charlesa Garniera;
- Opéra Bastille, zainaugurowany 13 lipca 1989 r.

## Historia[1]
Historia Opery Paryskiej sięga czasów panowania Ludwika XIV i założenia w 1669 Académie d'Opéra. Król przyznał poecie Pierre'owi Perrinowi przywilej wystawiania przedstawień operowych, łączących włoski styl muzyczny z poezją francuską. Opera francuska została formalnie założona w 1671 roku w Salle du Jeu de Paume de la Bouteille przy rue Mazarine.
Académie d'Opéra została przemianowana rok później na Académie Royale de Musique pod kierownictwem włoskiego kompozytora Jeana-Baptiste Lully'ego, który otrzymał nowy patent od króla. Lully przekształcił dworskie dywersy w profesjonalny teatr. Rodząca się Opera Paryska została przeniesiona do Jeu de Paume de Bel-Air i została otwarta w listopadzie 1672.
W XVII, XVIII i XIX wieku Opéra Paryska zajmowała szereg budynków, w tym Première Salle du Palais Royale z 1673 r.; Salle des Machines du Palais des Tuileries, od 1764 r.; Deuxième Salle du Palais Royale, otwarty w 1770; Salle de la Porte Saint-Martin, od 1781 r.; Théâtre des Arts, od 1791; oraz Salle Le Peletier, zbudowaną w latach 1820–1821 przy rue Le Peletier. Salle Le Peletier został zniszczony przez pożar w 1873 roku.

## Lista oficjalnych nazw Opery
| Data                 | Oficjalna nazwa                         | Noty                                                       | Ref         |
| -------------------- | --------------------------------------- | ---------------------------------------------------------- | ----------- |
| 28 czerwca 1669      | Académie d'Opéra                        | Perrin otrzymuje licencje od Ludwika XIV                   |             |
| 13 marca 1672        | Académie Royale de Musique              | Lully otrzymuje licencje od Ludwika XIV                    |             |
| 24 czerwca 1791      | Opéra                                   | Ludwik XVI ucieka z Paryża                                 | [ 3 ]       |
| 29 czerwca 1791      | Académie de Musique                     | Ludwik XVI wraca do Paryża                                 | [ 3 ]       |
| 17 września 1791     | Académie Royale de Musique              |                                                            | [ 3 ]       |
| 15 sierpnia 1792     | Académie de Musique                     | Ludwik XVI aresztowany (13 sierpnia)                       | [ 3 ]       |
| 12 sierpnia 1793     | Opéra                                   | Ratyfikacja konstytucji 1793                               | [ 3 ]       |
| 18 października 1793 | Opéra National                          | Wprowadzenie kalendarza republikańskiego (24 października) | [ 3 ]       |
| 7 sierpnia 1794      | Théâtre des Arts                        | Opera przenosi się do Salle Montansier                     | [ 4 ]       |
| 2 lutego 1797        | Théâtre de la République et des Arts    |                                                            | [ 4 ]       |
| 24 sierpnia 1802     | Théâtre de l'Opéra                      |                                                            | [ 4 ]       |
| 29 czerwca 1804      | Académie Impériale de Musique           | Napoleon Bonaparte koronuje się na cesarza (18 maja)       | [ 4 ]       |
| 3 kwietnia 1814      | Académie de Musique                     |                                                            | [ 4 ]       |
| 5 kwietnia 1814      | Académie Royale de Musique              | Pierwsza restauracja Burbonów (kwiecień)                   | [ 4 ]       |
| 21 marca 1815        | Académie Impériale de Musique           | 100 dni Napoleona                                          | [ 4 ]       |
| 9 lipca 1815         | Académie Royale de Musique              | Druga restauracja Burbonów (8 lipca)                       | [ 4 ]       |
| 4 sierpnia 1830      | Théâtre de l'Opéra                      | Karol X abdykuje (2 sierpnia)                              | [ 4 ] [ 5 ] |
| 10 sierpnia 1830     | Académie Royale de Musique              |                                                            | [ 4 ] [ 5 ] |
| 26 lutego 1848       | Théâtre de la Nation                    | Druga Republika Francuska                                  | [ 4 ] [ 5 ] |
| 29 marca 1848        | Opéra-Théâtre de la Nation              |                                                            | [ 4 ] [ 5 ] |
| 2 września 1850      | Académie Nationale de Musique           |                                                            | [ 4 ] [ 5 ] |
| 2 grudnia 1852       | Académie Impériale de Musique           | Drugie Cesarstwo Francuskie (Napoleon III)                 | [ 4 ] [ 5 ] |
| 1 lipca 1854         | Théâtre Impérial de l'Opéra             |                                                            | [ 4 ] [ 5 ] |
| 4 września 1870      | Théâtre de l'Opéra                      | Trzecia Republika Francuska                                | [ 5 ]       |
| 17 września 1870     | Théâtre National de l'Opéra             |                                                            | [ 5 ] [ 6 ] |
| 14 stycznia 1939     | Réunion des Théâtres Lyriques Nationaux | Opera przejmuje Opéra-Comique                              | [ 4 ]       |
| 7 lutego 1978        | Théâtre National de l'Opéra de Paris    |                                                            | [ 4 ]       |
| 2 kwietnia 1990      | Opéra de Paris                          | Przeniesienie do Opéra Bastille                            | [ 4 ]       |
| 5 lutego 1994        | Opéra National de Paris                 |                                                            | [ 4 ]       |